# Loisaida
Loisaïda est le nom d'un quartier informel de Manhattan, à New York. Le nom du district vient de la prononciation hispanique de Lower East Side, notamment par les portoricains et les nicaraguayens.
L'Avenue C, qui passe dans le quartier ainsi que dans Alphabet City est aujourd'hui couramment appelée Loisaida Avenue. Le quartier est aujourd'hui essentiellement peuplé d'hispaniques, arrivés dès la fin des années 1960.